# We Care a Lot (singolo)
We Care a Lot è una canzone del gruppo musicale statunitense Faith No More.
Esistono tre versioni della canzone, tutte ufficialmente pubblicate in tre album differenti. La versione originale fu registrata per il primo album in studio del gruppo, We Care a Lot. Una seconda versione, con un nuovo testo, fu inclusa nell'album Introduce Yourself e diventò il suo singolo di lancio, raggiungendo la posizione numero 53 della classifica UK Singles Chart. La versione dal vivo, senza il cantante originale Chuck Mosley, fu inclusa nell'album dal vivo Live at the Brixton Academy e fu anche pubblicata come singolo nel 1991. È stata per molti anni la seconda canzone eseguita più spesso dal vivo dagli autori, dopo "Epic".

## Produzione
La versione originale della canzone fu una delle prime tracce registrate per l'album d'esordio We Care a Lot, prima che il gruppo accedesse alle risorse finanziarie necessarie per la preparazione del disco, negli studi di registrazione Prairie Sun Studios a Cotati, California. Fu poi nuovamente registrata, con un testo aggiornato, per il debutto su major Introduce Yourself a metà del 1986 nello Studio D a Sausalito, California.

## Temi
Il testo è una parodia sarcastica dei concerti di beneficenza come Live Aid, e prende in giro soprattutto "i cantanti pop che si fingono disposti ad aiutare gente in difficoltà, con esibizioni a fin di bene", come dichiarato da Steve Huey di AllMusic. La canzone elenca oggetti di cui la band sostiene di "avere molto cari", come il LAPD, il "cibo comprato da Live Aid", i Garbage Pail Kids e perfino i Transformers. La versione originale, pubblicata ufficialmente nel 1985, cita Madonna e Mr. T, ma fu poi modificata nella riedizione del 1987.
Il cantante spiegò a modo suo il significato del testo:

## Video musicale
Il  video prodotto per la canzone We Care a Lot, diretto da Bob Biggs e Jay Brown, fu il primo prodotto per una canzone dei Faith No More e fu trasmesso diverse volte da MTV.

## Formazione
- Chuck Mosley – voce
- Roddy Bottum – tastiera
- Billy Gould – basso
- Jim Martin – chitarra
- Mike Bordin – batteria

## Accoglienza
Il recensore di AllMusic Steve Huey sostenne che la canzone, nonostante la mancanza di un cantante più versatile come Mike Patton, era "un ottimo esempio di singolo d'esordio, capace anche di precorrere il rap metal". We Care a Lot è presente anche nella lista di PopMatters delle 65 più grandi canzoni di protesta.

## Tracce
1. We Care a Lot – 4:02 (testo: Mosley – musica: Gould, Bottum)
2. Spirit – 3:50 (testo: Gould – musica: Gould)
3. Chinese Arithmetic (Radio Mix, 12" bonus track) – 3:54 (testo: Mosley – musica: Martin, Bordin)